# Yacimiento de las Peñas de Santo Domingo
El yacimiento arqueológico de las Peñas de Santo Domingo es un yacimiento altomedieval en Longás (Aragón, España). 
El yacimiento es el preferido por la historiografía moderna como lugar del monasterio altomedieval de San Esteban de Orastre (si bien algunos autores han mencionado como alternativa el vecino yacimiento de El Corral de Calvo). Es determinante para ello la descripción que Labaña hace de San Esteban en el siglo XVII, donde da una serie de intervisibilidades con varios puntos que casan con las Peñas de Santo Domingo.
Aunque el monasterio fue absorbido eclesiásticamente por el más poderoso monasterio de San Juan de la Peña y demográficamente por la concentración de población que trajo la repoblación de Luesia, las menciones a la antigua iglesia, ahora reconvertida en ermita en las Peñas de Santo Domingo, persisten en los siglos siguientes.
Durante la Guerra Civil española, el entorno fue usado como refugio por familias republicanas de la comarca, siendo asesinadas por falangistas las hermanas Malón en sus cercanías. La búsqueda de sus restos en el siglo XXI ha deparado también el hallazgo de restos medievales y visigóticos, ampliando el registro de habitación en la región.

## Descripción
El núcleo del yacimiento es la ermita de Santo Domingo, construida en el siglo XIX sobre los restos del antiguo monasterio de San Esteban.
Se ha encontrado en el entorno de la ermita una tumba datada entre los siglos V y VI y otra de periodo medieval. Se han encontrado igualmente en restos de cerámica hispanovisigoda fechada en los siglos VI-VII y cerámica medieval (siglos X-XII)
El enterramiento visigodo, la cerámica y la presencia de un estrato con restos de su uso como vertedero en esa época han sido interpretados como muestra de la existencia de una comunidad rural como las habituales en el periodo que siguió a la caída del imperio romano.
Los hallazgos medievales son coherentes con la presencia de un monasteriolo o comunidad alrededor del edificio de la ermita, de época posterior. Los restos cerámicos incluyen restos de enseres domésticos con similitudes a los de otros yacimientos vecinos.
En la campaña de 2017 se detectó también un enterramiento moderno, identificado como Rosario Malón Pueyo.

## Historia

### Contexto histórico
Sancho III el Mayor había iniciado a finales del siglo X una política de fundación de núcleos monásticos en el reino de Pamplona y el condado de Aragón para consolidar la población de las zonas de montaña y las fronteras de su reino con los musulmanes. Algunos autores ven en esta política influencias de las políticas carolingias en la Marca Hispánica o evoluciones de tipologías visigodas previas en el área.
En ese marco, constan menciones documentales a un monasterio de San Esteban de Orastre durante los reinados del hijo de Sancho III, Ramiro I de Aragón y de su nieto Sancho Ramírez. La ubicación del monasterio es descrita con ambigüedad en las fuentes, siendo sin embargo clara su pertenencia a la sierra de Santo Domingo, donde se encuentra el yacimiento.
Durante los reinados de Sancho Ramírez, Pedro I y Alfonso I las pequeñas fundaciones monásticas del siglo precedente fueron poco a poco incorporadas en unos pocos monasterios de mayor importancia, como fue el caso del monasterio de San Juan de la Peña en la zona. Así, en 1116 San Esteban de Orastre ya aparece como priorato de San Juan de la Peña.
Ubieto Arteta propuso que la repoblación de Luesia por parte de Alfonso I el Batallador en 1125, que incluye concesiones al monasterio de Orastre, indica un cambio en la ordenación del territorio. Tras las amplias conquistas a los musulmanes en sus campañas de 1118-1124, el área había dejado de ser una zona de frontera y se trasladó el foco habitacional a zonas de mayor valor agrícola en el llano, perdiendo importancia las áreas de montaña de interés defensivo. Pese a ello constan menciones documentales al monasterio de Orastre hasta finales del siglo siglo XII.

### Excavación arqueológica
El entorno fue excavado en 2013-2014 en busca de los restos de las hermanas Malón, asesinadas en las inmediaciones por falangistas en 1936. A ello se sumó una prospección con georradar en 2015. En 2016 y 2017 se realizaron nuevas campañas con georradar y con excavaciones.